# Alcides Araújo Alves
Alcides Eduardo Mendes de Araújo Alves, kurz Alcides (* 13. März 1985 in São José do Rio Preto), ist ein brasilianischer Fußballspieler.

## Vereinskarriere
Alcides begann seine Karriere bei EC Vitória. Zur Saison 2003/04 wurde er an den FC Schalke 04 in die Bundesliga ausgeliehen. Dort konnte er sich nicht durchsetzen. Ab 2004 spielte er ein halbes Jahr für den FC Santos auf Leihbasis. Im Sommer 2004 wurde er vom FC Chelsea für 900.000 € verpflichtet. Nach ein paar Testspielen lieh Chelsea ihn jedoch zwei Jahre nach Benfica Lissabon aus. Dort spielte er regelmäßig, kam jedoch seltener zum Zuge als erhofft. Zu seiner Rückkehr wurde er sofort an die PSV Eindhoven ausgeliehen. Mit seiner neuen Mannschaft wurde er auf Anhieb Meister. Nach wenigen Einsätzen in seiner ersten Saison in der Eredivisie hatte er nun einen Stammplatz. Zum Beginn dieser Saison verkaufte Chelsea ihn an den ukrainischen Erstligisten Dnipro Dnipropetrowsk für eine unbekannte Transfersumme. So absolvierte er kein einziges Pflichtspiel für Chelsea. Seit Beginn der Saison 2012/2013 ist er vereinslos.

## Erfolge
- Benfica
  - Primeira Liga (2004/05)
  - Taça de Portugal (2004–2005)
- PSV
  - Eredivisie (2006/07, Eredivisie 2007/08)
  - Johan Cruijff Schaal (2007)
  - FIFA U-20 Fußballweltmeister 2003 mit Brasilien
- Weitere
  - Niederländischer Meister: 2008